# 谭方之
谭方之（1939年12月—），男，山东蓬莱人，生于黑龙江呼兰，中华人民共和国政治人物，曾任中共黑龙江省委统战部部长，黑龙江省政协副主席，黑龙江省文史研究馆名誉馆长，第八、九届全国政协委员。